# Illice discistriga
Illice discistriga là một loài bướm đêm thuộc phân họ Arctiinae, họ Erebidae.